# Manastir Morača
Manastir Morača (cyr. Манастир Морача) – wieś w Czarnogórze, w gminie Kolašin. W 2011 roku liczyła 43 mieszkańców.